# La Libre Parole
Pour les articles homonymes, voir Parole (homonymie).
Cet article possède un paronyme, voir Liberté d'expression.

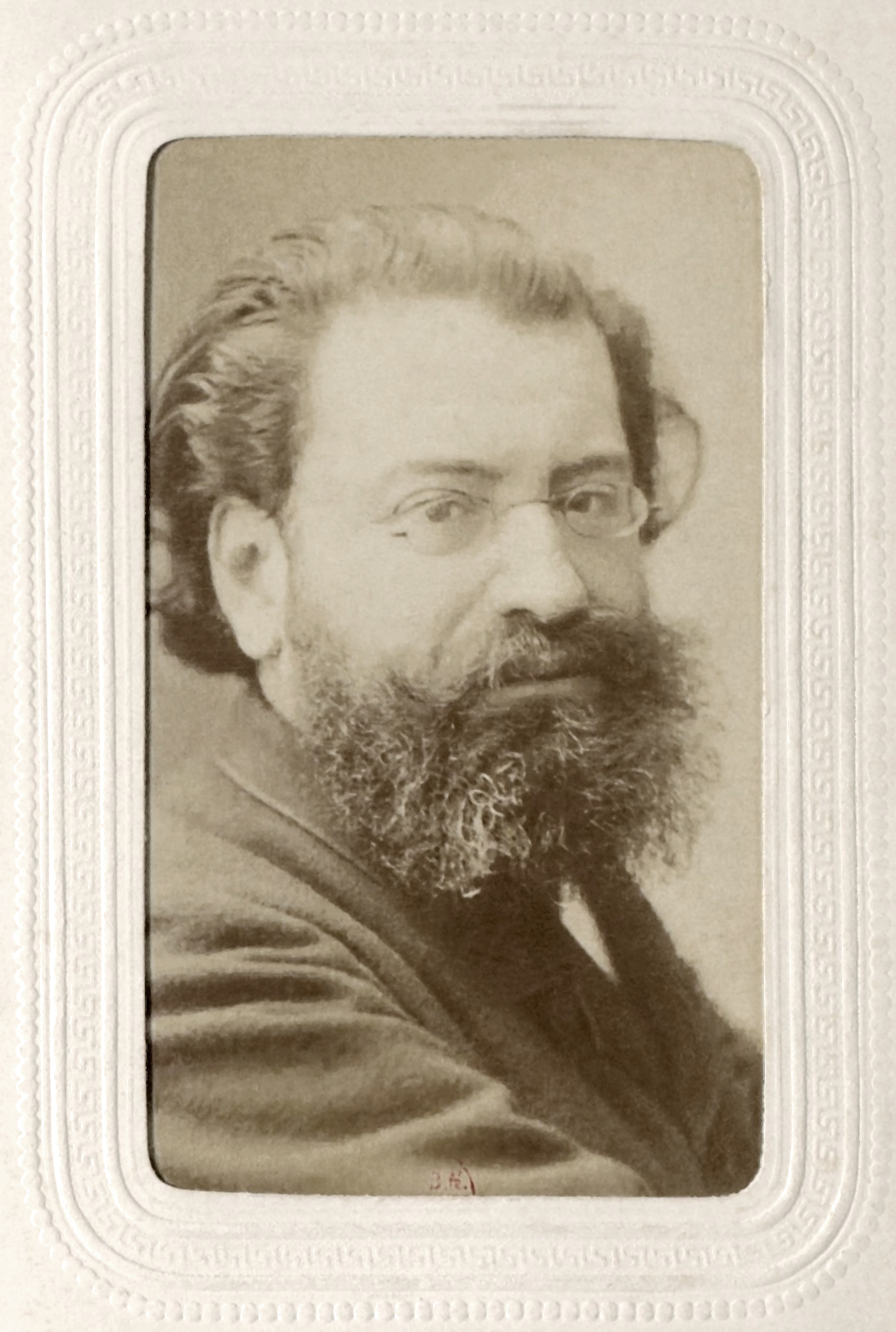
Édouard Drumont, portrait photo, vers 1880 (sources BNF).

La Libre Parole est un quotidien français nationaliste, anti-républicain, populiste réactionnaire lancé à Paris le 20 avril 1892 par le journaliste et polémiste Édouard Drumont et disparu en juin 1924.
La Libre Parole, journal ouvertement antisémite, développait une critique virulente d’un capitalisme qu’il identifiait comme juif et corrupteur. Il devint rapidement la base informationnelle et politique des antisémites français et des antidreyfusards.
Par la suite, un certain nombre de périodiques tentèrent de reprendre l'esprit du titre.

## Histoire
L'administrateur de la société, au capital de 300 000 fr. est Gaston Wiallard, un Juif converti, de son vrai nom Gaston Crémieux. Il est l'homme de paille du financier J.-B. Gerin, ancien directeur-fermier du National.
Le siège se situe au 14 boulevard Montmartre (Paris).
Le premier numéro de La Libre Parole paraît le 20 avril 1892 au prix de 5 centimes. Un sous-titre apparaît en Une : « La France aux Français ».
Drumont et Wiallard lancent en juillet 1893 un hebdomadaire, en plus de son quotidien, La Libre Parole illustrée : ce n'est pas le premier supplément, puisqu'en janvier 1893 était sorti le premier Almanach de La Libre Parole.

### Ligne éditoriale
Se réclamant de thèses proches du socialisme, mais en réalité faisant montre de populisme ancré dans une recherche d'un ennemi imaginaire, La Libre Parole se fait surtout connaître par la dénonciation de différents scandales en particulier le 6 septembre 1892 le scandale de Panama où Dumont y dénonce la « finance juive » et la « corruption politique ».
En octobre 1894, débute l'affaire Dreyfus. La Libre Parole connaît alors un succès considérable, le journal étant le premier à révéler l'arrestation puis le procès du capitaine Dreyfus. Le journal devient selon les mots de Léon Daudet « l'organe officiel de l'antisémitisme français », les bureaux du journal accueillant nombre de politiciens et de journalistes extérieurs.
Parallèlement, La Libre Parole prône un anticapitalisme virulent en raison du lien établi par Drumont et ses collaborateurs entre juif et capital,. Le journal s'intéresse aussi aux massacres d'Arméniens qui ont lieu en Turquie. De son côté, La Libre Parole illustrée publie alors de nombreuses caricatures antisémites puis cesse de paraître en 1897.

### Départ de Drumont
Drumont quitte la direction du journal vers 1898 alors qu'il fait son entrée en politique (élu comme député d'Alger jusqu'en 1902). Vers 1908, désireux de céder La Libre Parole à Léon Daudet, Drumont tente de fusionner le journal avec L'Action française, mais le projet échoue.
Le vendredi 14 février 1902, le journal La Libre Parole indique comme directeur Édouard Drumont, qui, dans un article, est présenté comme président du « Comité national antijuif ».
En première page, les titres de deux autres articles ce jour-là sont : « L’oncle des petits youpins » et « Le juif errant ».
Après la mort, en 1909, de son rédacteur en chef Gaston Méry, Drumont, en octobre 1910, cède finalement La Libre Parole à Joseph Denais. Henri Bazire en devient le rédacteur en chef. Le journal devient alors un organe catholique de la tendance Action libérale populaire mais ne connaîtra plus le succès que lui avait assuré le style pamphlétaire et belliqueux de Drumont. En janvier 1919, il publie une déclaration du marquis de l'Estourbeillon en faveur de l'enseignement du breton à l'école.

## Principaux collaborateurs du journal
- Octave Biot (pseudonyme : Commandant Z ; secrétaire adjoint auprès de Monniot)[14].
- André de Boisandré (secrétaire de rédaction)[14]
- François Bournand (jusqu'en 1902)[14]
- Hervé Breton (pseudonyme de Louis Vergoz (d))[14]
- Léon Daudet (de 1901 à 1907)[14]
- Jules Delahaye
- Charles Devos (administrateur de 1895 à 1916)
- Jean Drault
- Émile Duranthon (music-halls et cafés-concerts, de 1896 à 1902)[14]
- Georges Duval (critique dramatique, secrétaire de rédaction en 1892)[14]
- Renauld d'Élissagaray (secrétaire en 1902)[14]
- Benjamin Gadobert (d) (courrier des théâtres)[14]
- Gyp (de 1899 à 1901)[14]
- Daniel Kimon
- De Lorbac (étranger, armée)[14]
- Eugène Masson (d) (gérant de 1901 à 1903)
- Gaston Méry
- Jean-Émile Millot (gérant de 1892 à 1901)
- Albert Monniot (secrétaire de rédaction après 1893)[14]
- Marquis de Morès
- Joseph Odelin (pseudonymes : Valsenard, Testis)[14]
- Adrien Papillaud (informations politiques)
- Félicien Pascal (critique dramatique)[14]
- Camille Rouyer (chronique de la mode signée du pseudonyme India)
- Émile de Saint-Auban (pseudonymes : Cœlio, O'Divy, App)[14]
- Jules Séverin[14]
- Séverine (jusqu'en 1897)[14]
- Georges Thiébaud[14]
- Henri Vernier (affaires étrangères, de 1896 à 1902)[14]
- Raphaël Viau (de 1892 à 1902)[14]
- Gaston Wiallard (premier administrateur du journal de 1892 à 1895 et fondateur de la Libre Parole illustrée)

## Postérité du quotidien
L'héritage du quotidien de Drumont est revendiqué par différentes revues éphémères qui reprennent diversement le titre La Libre Parole :
- La Libre parole (1re livraison), puis La Libre parole républicaine (Paris, 7 novembre 1926 - avril 1929).
- La Libre Parole de Paris (puis de Fontainebleau) (1928-1929 [?]) se présente en 1929 comme étant la suite du quotidien de Drumont.

### Années 1930-1940: lesLibre paroled'Henry Coston
- La Libre parole, « Revue mensuelle », (Brunoy puis Paris, 1930-1936), dirigée par Henry Coston. En avril 1935 elle absorbe l'hebdomadaire Le Porc-épic et paraît alors sous le titre de La Libre parole et le Porc-épic. En octobre 1937, elle est remplacée par Le Siècle nouveau, revue mensuelle publiée par l'Office de propagande nationale (Vichy). Cette première Libre parole est publiée parallèlement à la suivante :
- La Libre Parole, « Organe nationaliste indépendant », revue mensuelle (Paris, I-III, octobre 1930-1932), dirigée par Henry Coston. Elle paraît aussi, la même année, sous le titre La Libre parole politique et sociale.
  - Elle devient ensuite La Libre parole populaire, « Organe mensuel poursuivant l'œuvre d'Édouard Drumont » (Paris, I-II, 1933 - novembre 1934).
  - Elle rechange de nom pour Libres paroles, « Journal de propagande nationaliste » (Paris, décembre 1934-1935).
  - Elle redevient à nouveau La Libre parole « Journal hebdomadaire » (Paris, septembre 1935 - avril 1939). En 1938, Coston reprend officiellement la tomaison de La Libre parole de Drumont.
- Candidat à la députation à Alger (comme naguère Drumont) Coston renomme son journal pour La Libre parole d'Alger (puis Libre Parole nord-africaine d'Alger et du Nord de l'Afrique), et parfois La Parole enchaînée (Alger, avril 1936 - février 1937 et un dernier no en 1939). Henry Coston invoque, pour justifier la cessation de parution, la saisie des publications et des tracts, les perquisitions, les inculpations, la confiscation des archives et des documents dans ces locaux[15].
- En 1940, les autorités d'Occupation allemande n'accordent pas au journal l'autorisation de reparaître. Coston utilise le titre comme label d'édition afin de publier à partir de 1943 le Bulletin d'information anti-maçonnique, Documents maçonniques et le Bulletin d'information sur la question juive.